# Авторитарная личность
Теория авторитарной личности разработана психологами Калифорнийского университета в Беркли Эльзой Френкель-Брюнсвик, Даниэлем Левинсоном и Р. Невитт Сэнфордом, а также немецким социологом и философом Франкфуртской школы Теодором Адорно. Свои взгляды на феномен авторитарной личности они изложили в книге 1950 года с одноимённым названием. Тип личности определяется девятью признаками, которые, как полагают авторы, связаны в общий пучок черт личности, образующихся в результате психодинамического детского опыта. Это следующие признаки: конвенционализм, авторитарные представления, авторитарная агрессия, антиинтроцепция, суеверия и стереотипы, власть и «твёрдость», разрушительность и цинизм, проекция и повышенная сексуальная озабоченность. Проще говоря, авторитарный — значит предрасположенный следовать диктату сильных лидеров и традиций, общепринятых ценностей.
Авторы теории авторитарной личности, эмигрировавшие из Европы во время Второй мировой войны, заинтересовались изучением антисемитизма. Они набирали волонтёров для анкетирования. Среди волонтёров отобрали людей с наиболее и наименее выраженными антисемитскими взглядами, результаты тех, кто был в середине, отбрасывали. Затем они противопоставили эти две группы, создав F-шкалу (F означает «фашизм»), которая определяла основные черты авторитарной личности.
В последнее время Джон Дин использовал теорию (а также исследования Роберта Альтемайера) для анализа современной политической обстановки, в своей книге «Консерваторы без совести».

## Психоаналитические аспекты
О фундаменте авторитарной личности Адорно и его коллеги говорили в понятиях теории психоанализа Фрейда, считая движущей силой развития личности опыт раннего детства. Психоаналитическая теория предполагает, что маленькие дети усваивают ценности своих родителей бессознательно, в результате травматических конфликтов. Так развивается Сверх-Я (Супер-Эго). Конфликт с авторитарным отцом приводит к формированию очень сильного Супер-Эго. Таким образом, начиная с самого раннего детства и далее, бессознательные желания и потребности подавляются и остаются неудовлетворенными.
Бессознательные конфликты проявляются, когда человек проецирует свои «запреты» потребностей и агрессию своего Супер-Эго на других людей. Как правило, из числа этнических, политических или религиозных меньшинств, выбранных в качестве образа для этих психологических проекций, поскольку это субъективно менее опасно с точки зрения последствий. Сторонники авторитаризма часто ссылаются на социально приемлемые предрассудки.
Альфред Адлер рассматривает, с другой стороны, «волю к власти над другими» как центральную невротическую черту, которая проявляется в агрессивном поведении, компенсирующем боязнь неполноценности и ничтожества. Согласно этому мнению, авторитарная личность нуждается в сохранении контроля и доказательстве превосходства над другими из-за своего мировоззрения, которое видит только врагов; в нём нет места равноправию, сочувствию и взаимной выгоде.

## Теоретическая значимость
Вскоре после публикации «Авторитарной личности» теория стала предметом многочисленных критических замечаний. Критике подверглись теоретические проблемы, связанные с психоаналитической интерпретацией личности, и методологические проблемы, связанные с недостатками F-шкалы. Другое критическое замечание заключалось в том, что теория психологов из Беркли подразумевает, что авторитаризм существует только в правой части политического спектра. В результате некоторые[уточнить] утверждали, что эта теория определяется негативной политической предвзятостью её авторов.
Милтон Рокич в 1960 году предложил модель догматической личности в противовес классической модели авторитаризма. Догматизм (или закрытость мышления), как полагал Рокич, является центральным конструктом авторитарной личности. Догматизм, по Рокичу, — это относительно закрытая когнитивная организация убеждений и представлений о реальности, организованная вокруг центрального убеждения об абсолютной авторитарности, которая в свою очередь формирует жёсткую структуру нетерпимости и избирательной терпимости к другим. Такая личность невосприимчива к новым идеям, нетерпима к двусмысленностям и реагирует оборонительно, когда ситуация становится угрожающей.
Ганс Айзенк в 1954 году построил двухфакторную модель, описывающую личность как взаимосвязь идеологии и когнитивного стиля. Первый фактор модели Айзенка — идеологический уровень составляет континуум от радикализма к консерватизму с промежуточным положением либерализма (R-фактор). Во втором факторе он выделяет два стиля мышления: жесткоустановочное и мягкоустановочное (T-фактор). Жёсткое мышление характеризуется следующими признаками: эмпиричность (следование фактам), сенсуализм (следование чувствам), материалистичность, пессимистичность, безразличие к религии, фаталистичность, плюралистичность, скептичность и соответствует экстравертивной ориентации личности. Мягкое мышление отличают: рационалистичность (следование принципам), интеллектуализм (следование разуму), идеалистичность, оптимистичность, религиозность, своевольность, монистичность, догматичность и характеризует интраверсию. Жесткоустановочными идеологиями по Айзенку являются фашизм, относящийся к консервативному полюсу, и коммунизм, относящийся к радикальному. Мягкоустановочной идеологией является либерализм, занимающий промежуточное место между консерватизмом и радикализмом.
Джон Р. Паттерсон и Гленн Уилсон в 1973 году предложили шкалу консерватизма. По мнению авторов, консерватизм является ключевым фактором, определяющим все социальные установки личности. Такую трактовку консерватизма авторы близко ассоциируют с понятиями «фашизм», «авторитаризм», «ригидность» и «догматизм». Шкала консерватизма (C-Scale) была сконструирована с целью выявить девять следующих характеристик: религиозный фундаментализм, ориентацию на правое крыло политического спектра, убеждение в необходимости применять жёсткие правила и наказания, нетерпимость к меньшинствам, тенденцию отдавать предпочтение общераспространённому дизайну в одежде и принадлежность к мейнстриму в искусстве, антигедонистическую точку зрения, милитаризм, веру в сверхъестественное и неприятие научного прогресса.
Роберт (Боб) Альтемайер в 1981 году предложил свою концепцию правого авторитаризма, где показал, что только три из оригинальных девяти предполагаемых компонентов модели коррелировали друг с другом: авторитарное смирение, авторитарная агрессия и конвенционализм.
Несмотря на методологические недостатки, теория «Авторитарной личности» оказала большое влияние на исследования в политической, личностной и социальной психологии. В Германии авторитаризм изучали Клаус Рогманн, Детлеф Эстеррайх и Христель Хопф. Одним из наиболее активных исследователей в этой области сегодня является голландский психолог Й. Д. Мелун. Одним из самых активных критиков теории был австралийский психолог Джон Рей.